# National Taxonomy of Exempt Entities
National Taxonomy of Exempt Entities (NTEE) é um sistema que classifica as organizações sem fins lucrativos.